# Montclar (Aude)
Montclar – miejscowość i gmina we Francji, w regionie Oksytania, w departamencie Aude.
Według danych na rok 1990 gminę zamieszkiwało 159 osób, a gęstość zaludnienia wynosiła 14 osób/km² (wśród 1545 gmin Langwedocji-Roussillon Montclar plasuje się na 747. miejscu pod względem liczby ludności, natomiast pod względem powierzchni na miejscu 681.).